# Roger al III-lea de Apulia
Roger al III-lea (n. 1118 – d. 2 sau 12 mai 1148) a fost un suveran normand din dinastia Hauteville, devenit duce de Apulia din 1135.
Roger era fiul cel mai vârstnic al regelui Roger al II-lea al Siciliei cu prima sa soție, Elvira de Castilia.
Roger apare pentru prima dată în cronici ca fiind prezent la Melfi în 1129, acceptând alături de tatăl său și de fratele său mai mic, Tancred fidelitatea din partea baronilor revoltați din Peninsula Italică. După învestirea sa ca duce de Apulia în 1135, unde se pare că a fost pus sub tutela și supravegherea lui Robert de Selby, Roger a luat parte la campaniile tatălui său în regiune, distingându-se în expedițiile din 1137 desfășurate împotriva contelui Rainulf al II-lea de Alife, pe care papa Inocențiu al II-lea și împăratul Lothar al III-lea îl învestiseră ca duce rival de Apulia. Prima sa confruntare militară majoră a fost în bătălia de la Rignano din 30 octombrie, o luptă în care războinici mai experimentați, precum tatăl său, au părăsit câmpul de luptă, iar alții, precum ducele Sergiu al VII-lea de Neapole, au pierit. Curajul lui Roger și succesul din prima parte a bătăliei de la Rignano au consolidat reputația sa de războinic de mai târziu.
După moartea lui Rainulf de Alife (1139), stăpânirea sa asupra Apulia|Apuliei a devenit sigură, însă papa Inocențiu și principele Robert al II-lea, deposedat de Principatul de Capua au început marșul către Capua. La Galluccio, Roger a organizat o ambuscadă asupra trupelor papale cu numai 1.000 de cavaleri, capturându-l pe papă și consilierii acestuia. Trei zile mai târziu, în 25 iulie, prin Tratatul de la Mignano, Inocențiu l-a confirmat pe Roger al II-șlea ca rege, iar pe tânărul Roge ca duce de Apulia, în vreme ce cel de al treilea fiu al lui Roger al II-lea, Alfons, era recunoscut ca principe de Capua. Apoi, ducele Roger a obținut orașul Napoli, transformându-l în parte integrantă a posesiunilor sale și punând capăt guvernării republicane care continuase după moartea lui Sergiu al VII-lea.
În 1140, după promulgarea de către Roger al II-lea a Assizelor din Ariano, a fost emis primul ducat (monedă)|ducat purtând efigia tânărului duce, în îmbrăcăminte de luptă, alături de tatăl său, ambii având mâinile puse pe Sfânta Cruce. Numele de ducat provine din cel al Ducatului de Apulia. Roger și Alfons, dat fiind că cel de al doilea fiu al lui Roger al II-lea, Tancred deja murise, au trecut apoi în Abruzzi, pentru a hărțui posesiunile papale. În același timp, la finele lui 1140, soția promisă pentru Roger, Isabela, a sosit de la curtea tatălui ei, Theobald al II-lea de Champagne. Cea mai cunoscută consoartă a lui Roger a fost însă amanta sa, Emma, fiică a contelui Achard al II-lea de Lecce, cu care a avut doi copii ilegitimi, Tancred, ulterior rege al Siciliei, și Guillaume (n. după 1137 – d. 1167/68). În același an, Richard al III-lea de Gaeta a murit, iar ducatul său a fost conferit lui Roger.
În 1148, în vârstă de abia 30 de ani, ducele Roger a murit fără a se cunoaște motivul și nici locația. El a fost deplâns de poetul arab Abu ed-Daw, care spunea "brațele viteazului au căzut . . . și cuvinte potrivite [pentru aceasta] sunt zadarnice." Roger a fost înmormântat în capela Sfintei Maria Magdalena de lângă vechea catedrală din Palermo. El a fost ulterior transferat în capela eponimă aflată acum în cazarma San Giacomo. Sucesorul în poziția de duce de Apulia a fost fratele său, Guillaume "cel Rău", care va deveni ulterior și rege al Siciliei.